# Edward Thomas Daniell
Pour les articles homonymes, voir Daniell.
Edward Thomas Daniell est un artiste peintre et graveur anglais, né le 6 juin 1804 à Londres et mort le 24 septembre 1842 à Antalya.
Il est connu pour ses gravures et peintures de paysages qu'il réalise durant une expédition au Moyen-Orient, notamment en Lycie. Il fait partie de l'École de peinture de Norwich, mouvement artistique regroupant des peintres inspirés par l'environnement naturel du paysage du Norfolk. Né de parents aisés le 6 juin 1804 à Londres, Edward Thomas Daniell grandit à Norwich et y fait ses études. Il découvre également l'art et devient apprenti de John Crome et Joseph Stannard. Après avoir obtenu son diplôme en lettres classiques au Balliol College d'Oxford en 1828, il est ordonné prêtre à Banham en 1832 et nommé curé à l'église Saint-Marc de Londres en 1834. Il est également mécène des arts et ami influent de l'artiste John Linnell. En 1840, il renonce à sa fonction de curé  et quitte l'Angleterre pour le Moyen-Orient. Il se rend en Égypte, en Palestine et en Syrie pour finalement rejoindre une expédition menée par l'explorateur Charles Fellows en Lycie. Edward Thomas Daniell est alors chargé par Fellows d'illustrer les péripéties de ce voyage. Il contracte le paludisme et se rend à Adalia (de nos jours connue sous le nom d'Antalya ) pour se soigner mais la maladie a finalement raison de lui.
Edward Thomas Daniell n'utilise que peu de couleurs pour ses aquarelles, principalement le sépia, le bleu outremer, le brun-rose et le gomme-gutte. Il a un style distinctif et reconnaissable, en partie influencé par Crome, J. M. W. Turner et John Sell Cotman. Aquafortiste admiré par ses pairs, il a une maîtrise particulière de l'utilisation de la pointe sèche et contribue à la modernisation de  l'eau-forte au début des années 1850.

## Contexte historique
Edward Thomas Daniell est un peintre paysagiste britannique associé à l'école de peinture de Norwich, un groupe artistique actif dans l'est de l'Angleterre au début du XIXe siècle. Cette école se caractérise par ses représentations de paysages ruraux et urbains du Norfolk et des comtés environnants, privilégiant une approche naturaliste et détaillée.
L'École de Norwich, mouvement artistique majeur du début du XIXe siècle, est principalement représentée par des artistes de premier plan : John Crome, Joseph Stannard, George Vincent, Robert Ladbrooke, James Stark, John Thirtle et John Sell Cotman, ainsi que les fils de ce dernier, Miles Edmund et John Joseph Cotman. Ce groupe artistique constitue un phénomène singulier dans le paysage culturel britannique. En outre, Norwich se distingue comme la première ville provinciale anglaise capable de générer un mouvement artistique significatif en dehors de Londres. La cité se caractérise par une densité artistique exceptionnelle, comptant proportionnellement plus d'artistes locaux que toute autre ville de taille comparable. L'originalité de Norwich réside dans son écosystème culturel riche et dynamique, où les arts visuels dialoguent étroitement avec les traditions théâtrales, philosophiques et musicales.

## Biographie

### Jeunesse et famille
Edward Thomas Daniell naît le 6 juin 1804 à Charlotte Street (Londres). Il est le fils de Thomas Daniell, ancien procureur général de la Dominique, et d'Anne Drosier, originaire du Norfolk. Son père avait précédemment été marié et avait eu deux enfants de sa première union : un fils, Earle, qui devient officier au 12e Régiment des Dragons en 1806, et une fille, Anne.
Le père d'Edward Thomas Daniell possède des domaines coloniaux dans les îles Sous-le-Vent, partie intégrante de l'Empire britannique à la fin du XVIIIe siècle. Il est le propriétaire d'un domaine de 291 acres (118 hectares) à Dickenson Bay sur l'île d'Antigua en 1779, héritage de sa première épouse. Après sa retraite, il s'établit dans l'ouest du Norfolk. Sa santé se détériorant rapidement, il meurt d'un cancer en 1806, laissant son épouse Anne et leur jeune fils dans une situation financière fragile. Son testament organise méticuleusement la transmission de son patrimoine : les terres dominicaines sont attribuées à son épouse, tandis que le domaine antiguais est transmis à son fils Earle, avec l'obligation de verser une rente annuelle de 300 livres à la famille de sa femme. Anne Daniell et son fils Edward s'installent à Norwich, précisément dans une maison de St. Giles Street. Veuve, elle demeure dans cette résidence jusqu'à son décès en 1836, à l'âge de 64 ans. Elle est enterrée dans la nef de l'église St. Mary Coslany.

### Éducation
Edward Daniell effectue sa scolarité à la Norwich Grammar School, où il bénéficie de l'enseignement de John Crome, peintre local influent. Son intérêt précoce pour les arts visuels est attesté par un courrier de 1822 des frères Thomas et Chambers Hall à John Linnell, mentionnant leur jeune ami Daniell. Cette correspondance révèle qu'Edward fréquente déjà des cercles artistiques et manifeste un désir d'apprentissage, cherchant à acquérir des compétences en dessin auprès d'artistes établis.
Le 9 décembre 1823, Edward Thomas Daniell intègre le Balliol College d'Oxford pour des études classiques, à l'âge de 19 ans. Sa formation universitaire, achevée en novembre 1828, est marquée par un intérêt constant pour les arts, au détriment de ses études académiques. Dans sa correspondance avec John Linnell, Edward Daniell reconnaît la difficulté de concilier ses aspirations artistiques et ses obligations universitaires et souligne la nécessité de se concentrer sur ses études littéraires. Pendant cette période, il est initié à la gravure par Joseph Stannard et pratique son art durant les vacances dans l'atelier de ce dernier, situé à St. Giles Terrace. Le 25 mai 1831, Edward Thomas Daniell obtient une maîtrise ès arts.

### Voyage en Europe
Entre 1829 et 1830, Edward Daniell effectue un Grand Tour européen, voyageant en France, en Italie, en Allemagne et en Suisse. Disposant de ressources financières suffisantes, il entreprend ce périple culturel pendant l'intermède de ses études classiques et de l'obtention de sa maîtrise. Au cours de ce voyage, Edward Thomas Daniell produit un ensemble de peintures à l'huile et d'aquarelles. L'historien de l'art William Dickes souligne la qualité technique de ces œuvres, les caractérisant par leur composition maîtrisée, leur technique picturale fluide et leur sensibilité tonale raffinée.
Pendant son périple continental de dix-huit mois, l'itinéraire d'Edward Daniell peut être reconstitué par l'analyse chronologique de ses œuvres picturales. Ses représentations des paysages suisses s'inscrivent dans une tradition artistique britannique, comparable aux travaux de James Pattison Cockburn, notamment son recueil Swiss Scenery publié en 1820. À Rome et Naples, Edward Thomas Daniell intègre un cercle artistique international d'artistes et d'amateurs. Le peintre Thomas Uwins le mentionne dans sa correspondance, le décrivant avec une ironie bienveillante : « Quelle bande d'artistes amateurs nous avons ici ! », soulignant la perspicacité critique de Thomas Daniell, qu'il compare favorablement à ses précédents compagnons artistiques.
La présence potentielle d'Edward Daniell en Espagne demeure hypothétique. Bien que ses représentations du pays aient été reproduites par Henry Ninham, artiste de l'école de Norwich, aucune source documentaire ne confirme formellement son voyage ibérique. Il était probablement de retour au Royaume-Uni aux alentours de décembre 1830, potentiellement pour assister aux funérailles de son mentor artistique Joseph Stannard, décédé le 7 décembre de cette année-là à l'âge de 33 ans, des suites de la tuberculose.

### Voyage en Écosse
Durant l'été 1832, Edward Daniell entreprend une expédition pédestre en Écosse, accompagné de ses contemporains universitaires George Denison et Edmund Walker Head. Ce voyage revêt une importance significative dans son développement artistique, tant sur le plan thématique que technique. L'exploration des paysages écossais lui fournit de nouveaux sujets picturaux et l'expose à des techniques de gravure innovantes. En particulier, sa rencontre avec Andrew Geddes influence profondément sa pratique de la gravure à la pointe sèche. Jane Thistlethwaite, dans son ouvrage The Etchings of E. T. Daniell, souligne la double dimension des œuvres de cette période : elles reflètent non seulement l'enthousiasme de Edward Thomas Daniell pour les paysages écossais, mais témoignent également de sa maîtrise technique, probablement influencée par l'école de gravure écossaise contemporaine.

### Carrière ecclésiastique
Le 2 octobre 1832, Edward Thomas Daniell est ordonné diacre à la cathédrale de Norwich, et le 5 octobre suivant, il est nommé curé de la paroisse de Banham, poste qu'il occupe durant dix-huit mois. Sa correspondance avec John Linnell révèle des préoccupations financières caractéristiques du clergé rural de cette époque. Bien que les détails précis de son ministère soient limités, les registres paroissiaux de Banham, intégralement conservés, attestent d'une activité pastorale soutenue. Parallèlement à ses fonctions ecclésiastiques, Edward Thomas Daniell maintient une pratique artistique intense. Selon Jane Thistlethwaite, cette période correspond à l'élaboration de ses gravures les plus abouties techniquement, caractérisées par une sophistication formelle remarquable.
Le 2 juin 1833, Edward Thomas Daniell est ordonné prêtre et demeure encore vicaire de Banham durant une année. L'année 1934 marque un tournant significatif dans sa trajectoire ecclésiastique, avec sa nomination comme vicaire de St. Mark's à North Audley Street, à Londres. Il s'installe initialement sur Park Street, puis vers 1836, déménage à Green Street, à proximité de Grosvenor Square et de sa paroisse. Parallèlement, il exerce une activité à l'hôpital St George, bien que les archives documentaires de ces affectations soient lacunaires. Sa correspondance avec José Maria Blanco White, son ancien mentor d'Oxford, offre un aperçu de sa mobilité sociale et géographique. Dans une missive de 1835, Edward Thomas Daniell évoque avec une ironie subtile sa transition d'un ministère rural en Norfolk à un contexte ecclésiastique urbain et élitaire de Londres. Cette période illustre la mobilité professionnelle des ecclésiastiques anglicans du début du XIXe siècle, caractérisée par des mutations fréquentes entre paroisses rurales et urbaines. Edward Thomas Daniell réside dans ce contexte londonien jusqu'à son départ pour la Terre Sainte en 1840, marquant une nouvelle étape de son parcours personnel et spirituel.
Entre 1834 et 1839, l'enveloppe extérieure du donjon du château de Norwich est intégralement reconstruite en pierre de Bath, avec une reproduction de l'arcade originelle. Ce projet architectural suscite une vive controverse, notamment parmi les intellectuels et artistes locaux. Edward Thomas Daniell se distingue par son opposition manifeste à cette restauration. Sa correspondance depuis Londres témoigne de son engagement persistant contre ce qu'il perçoit comme une altération patrimoniale significative. Dans une missive à l'antiquaire Dawson Turner, Edward Thomas Daniell exprime son intention de documenter l'état original du monument par une gravure, basée sur un dessin de Henry Ninham. Ce projet de gravure, conçu comme un acte de préservation mémorielle et de critique architecturale, demeure néanmoins inachevé.

### Voyage au Proche-Orient
Vers le mois de juin 1840, probablement influencé par les récits de voyage et les représentations picturales de David Roberts, artiste écossais ayant exploré l'Égypte et la Terre Sainte, Edward Thomas Daniell quitte son ministère ecclésiastique et entreprend un voyage au Proche-Orient. En septembre 1840, il fait escale à Corfou. Si les représentations orientales de Roberts semblent avoir stimulé son désir d'exploration, Edward Daniell est également motivé par les rapports scientifiques de l'explorateur Charles Fellows concernant les découvertes archéologiques récentes en Lycie, région aujourd'hui située dans le sud-ouest de la Turquie.
À la fin de l'année 1840, Edward Thomas Daniell séjourne à Athènes et entreprend une traversée maritime vers Alexandrie au début de l'année 1841. Il entame ensuite une exploration méthodique du Nil et progresse vers la Nubie. Son itinéraire le conduit ultérieurement de l'Égypte à la Palestine, en traversant la péninsule du Sinaï. En octobre 1841, il atteint Beyrouth, point d'orgue de cette première phase de son périple exploratoire.
À Smyrne (aujourd'hui Izmir), Edward Thomas Daniell rencontre Charles Fellows et s'associe à son expédition archéologique, embarquant à bord du HMS Beacon, bâtiment naval britannique officiellement mandaté pour rapatrier les vestiges antiques récemment découverts par Fellows à Xanthe. Au cours de cette mission scientifique, les explorateurs identifient et documentent dix-huit sites archéologiques anciens. Après avoir hiverné à Xanthe, Edward Thomas Daniell décide de prolonger sa présence en Lycie et intègre une équipe pluridisciplinaire composée du lieutenant Thomas Abel Brimage Spratt, de la Royal Navy, et du naturaliste Edward Forbes. Chaque membre disposait d'une mission spécifique bien définie : Spratt était chargé de l'étude topographique, Forbes de l'inventaire naturaliste, tandis que Daniell devait consigner et documenter l'ensemble des observations. Durant cette période, Edward Thomas Daniell produit une série d'aquarelles remarquables. Le critique d'art Laurence Binyon soulignera ultérieurement la qualité exceptionnelle de ces œuvres, évoquant « l'atmosphère saisissante d'immensité et de grandeur, la fluidité lumineuse capturant l'essence des gorges imposantes et des vallées ouvertes ».
En mars 1842, Charles Fellows quitte la Lycie à bord du HMS Beacon, avec pour objectif de solliciter des moyens nautiques supplémentaires auprès des autorités britanniques pour le transport des antiquités découvertes. Pendant ce temps, Edward Thomas Daniell poursuit ses investigations archéologiques indépendamment. Il entreprend alors une exploration systématique de Selge et procède à des relevés graphiques et architecturaux des vestiges. Sa mission s'étend aux régions environnantes, notamment Cibyratis, Pisidie et Pamphylie, où il documente méticuleusement les monuments par des copies d'inscriptions. Ses pérégrinations l'amènent successivement à Sillyon, Marmara, Pergé et Lyrbe. Bien que ses dessins originaux aient été ultérieurement perdus, ils sont néanmoins publiés dans l'ouvrage posthume Travels in Lycia, Milyas, and the Cibyratis, company with the Late E. T. Daniell. Les notes originales, transcrites par Samuel Birch du British Museum — bien que comportant quelques inexactitudes — ont été conservées, la collection de Birch ne retenant qu'une unique page du manuscrit original de Edward Thomas Daniell. En avril 1842, l'expédition scientifique parvient à Adalia (actuelle Antalya). Thomas Abel Brimage Spratt et Edward Forbes quittent la cité avant Edward Thomas Daniell, qui prolonge son séjour après une entrevue protocolaire avec le Pacha local. Il entreprend ensuite un déplacement vers Chypre et réalise une aquarelle de l'île, probablement depuis un point d'ancrage maritime. La critique d'art Rita Severis, dans son analyse des représentations picturales chypriotes entre 1700 et 1960, établit un parallèle entre l'œuvre de Edward Thomas Daniell et les compositions de J.M.W. Turner, artiste que Daniell admirait particulièrement. Dans son étude, elle souligne la sophistication technique de l'aquarelle : « L'interaction chromatique entre l'azur maritime et les tons sableux terrestres, judicieusement disposés au premier plan, crée un effet de profondeur spatiale remarquable. Cette composition génère simultanément une distance visuelle et une invitation à l'exploration contemplative du paysage ».

### Décès
À la fin mai 1842, les navires britanniques HMS Monarch et HMS Media mouillent dans la région. Edward Thomas Daniell accepte une proposition de rapatriement vers l'Angleterre. En juin, après avoir quitté Rhodes dans l'intention de rejoindre Forbes et Spratt en Lycie, il manque sa correspondance maritime « les navires ayant appareillé la veille » ce qui le contraint à réorganiser son itinéraire. Initialement envisagée, la possibilité de retourner à Rhodes par caïque est finalement écartée. Edward Thomas Daniell opte plutôt pour un déplacement terrestre vers Adalia en compagnie de John Purdie, le nouveau consul britannique local. Durant ce trajet, sa santé se dégrade significativement : il contracte un épisode palustre, conséquence directe, selon ses collègues Forbes et Spratt, « d'une exposition prolongée aux zones marécageuses particulièrement insalubres du littoral pamphylien ».
Durant sa convalescence chez John Purdie, Edward Thomas Daniell rédige une correspondance détaillée à l'intention de Forbes et Spratt, relatant ses découvertes archéologiques récentes à Apollonia et Lyrbe. Malgré un rétablissement incomplet, il entreprend une expédition solitaire en Pamphylie et Pisidie, bravant les conditions climatiques extrêmes de la saison estivale. Rapidement, son état de santé se dégrade, à la suite d'une seconde attaque palustre qui le contraint à regagner Adalia. Chez John Purdie, il dicte ce qui s'avèrera être sa dernière missive, exprimant néanmoins sa détermination à poursuivre ses travaux scientifiques. Le 17 septembre 1842, victime d'une insolation après s'être assoupi sur la terrasse de la résidence consulaire, Edward Thomas Daniell perd connaissance. Son décès survient une semaine plus tard, le 24 septembre. Conformément aux pratiques locales, il est inhumé à Adalia. L'historien Frederick Beecheno rapporte en 1889 que sa sépulture se trouve « sous une colonne de granit antique, dans la cour d'une église grecque au centre de la ville », témoignant des pratiques funéraires locales de l'époque.

### Hommage
Dans un hommage posthume, Edward Forbes rend un vibrant témoignage à son collègue Edward Thomas Daniell. Sa nécrologie souligne la perte significative pour la recherche archéologique : « Sa disparition prématurée a privé la communauté scientifique d'un explorateur dont les talents, l'érudition et les recherches auraient indubitablement transformé la Lycie en un point focal majeur de la compréhension archéologique de l'Asie Mineure ». Forbes souligne également les qualités humaines de Edward Thomas Daniell, évoquant « la virilité de son caractère et la générosité de son cœur », attributs qui l'ont rendu particulièrement estimé au sein de la communauté des explorateurs et chercheurs de son époque.
Elizabeth Rigby compte parmi les élèves de Edward Thomas Daniell, établissant avec lui une relation pédagogique et amicale significative. Dans ses écrits rétrospectifs, elle évoque leur relation en des termes affectueux, le décrivant comme un « vieil ami » qui l'introduit aux techniques de la gravure et manifeste un intérêt bienveillant pour ses productions artistiques. Dans une annotation autobiographique datée de 1891, Rigby propose un portrait mémoriel saisissant de Edward Thomas Daniell, soulignant la dimension humaine et charismatique de sa personnalité. Sa description met en lumière la physionomie de l'artiste, caractérisée par un front imposant, un sourire éclatant qui met en valeur des dents remarquables, et une expression de bienveillance qui traduit sa disposition sociale et intellectuelle.  
Un mémorial funéraire est érigé à proximité de sa sépulture à Antalya, témoignage de « l'affection et du chagrin de ses proches ». Un second monument commémoratif est visible à Norwich, sur le mur de l'église Saint-Mary Coslany. Les archives personnelles de Edward Thomas Daniell, dont son testament olographe, sont conservées aux Archives nationales de Kew, institution dépositaire majeure des documents historiques britanniques.

## Amis et collaborateurs
Les gravures de Edward Thomas Daniell sont majoritairement imprimées à Norwich par Henry Ninham, artisan graveur établi à proximité immédiate du domicile familial de Daniell, situé sur St. Giles Street. Les liens entre Daniell, Ninham et Joseph Stannard pourraient avoir leurs origines dans leur formation scolaire commune.
Edward Thomas Daniell se distingue comme un mécène culturel influent et anime un salon artistique régulier dans sa résidence londonienne. Cet espace devient un lieu de sociabilité intellectuelle et créative, accueillant une génération significative de peintres britanniques du XIXe siècle. Sa demeure constitue un point de convergence pour des artistes majeurs de l'époque tels que John Linnell, David Roberts, William Mulready, William Dyce, Thomas Creswick, Edwin Landseer, William Collins, Abraham Cooper, John Callcott Horsley, Charles Lock Eastlake, J.M.W. Turner et Clarkson Frederick Stanfield. Alfred Story, biographe de John Linnell, décrit ce lieu comme un « sanctuaire artistique » comprenant des œuvres représentatives des courants picturaux contemporains. La résidence de Edward Thomas Daniell s'affirme ainsi comme un espace de socialisation, de critique et de promotion artistique, reflétant les dynamiques culturelles de la bourgeoisie britannique du début du XIXe siècle.

### John Linnell
La rencontre entre Edward Thomas Daniell et John Linnell s'établit initialement lors d'un séjour à Oxford, marquant le début d'une relation artistique et professionnelle significative. Linnell sollicite alors Daniell pour promouvoir la diffusion des Illustrations du Livre de Job, œuvre majeure de William Blake, proche ami de Linnell. Leur collaboration se concrétise par des échanges artistiques et commerciaux : Edward Thomas Daniell commande à John Linnell une toile intitulée View of Lymington, the Isle of Wight beyond, pour un montant de 30 Guinées. Ultérieurement, ils procèdent à un échange, Daniell cédant cette œuvre contre le tableau Boy Minding Sheep, en compensant une différence de 20 guinées. En 1828, leur relation artistique atteint un nouveau degré d'intimité lorsque Linnell réalise un portrait miniature de Edward Thomas Daniell et entreprend de lui transmettre les techniques de la peinture à l'huile.